# Élections législatives autrichiennes de 1945
Les élections législatives autrichiennes de 1945 se tiennent le 25 novembre afin d'élire les membres du Conseil national.
Il s'agit des premières élections démocratiques en Autriche depuis l'établissement d'une dictature austrofasciste par Engelbert Dollfuss en 1933, suivie de l'Anschluss cinq ans plus tard. Les élections ont lieu selon la loi électorale de 1929, tous les citoyens autrichiens de plus de 21 ans ayant le droit de vote. Le NSDAP, interdit directement après la guerre, est absent du scrutin, et ses anciens membres — environ 200 000 personnes selon les sources officielles — privés de leur droit de vote.
Le Parti populaire autrichien remporte la majorité absolue des sièges au Parlement.

## Mode de scrutin

Carte des neuf Länder.

L'Autriche est une république semi-présidentielle dotée d'un parlement bicaméral.
Sa chambre basse, le Conseil national (en allemand : Nationalrat), est composée de 165 députés élus pour cinq ans selon un mode de scrutin proportionnel de liste bloquées dans neuf circonscriptions, qui correspondent aux Länder, à raison de 7 à 36 sièges par circonscription selon leur population. Elles sont ensuite subdivisées en un total de 43 circonscriptions régionales.
Le seuil électoral est fixé à 4 % ou un siège d'une circonscription régionale. La répartition se fait à la méthode de Hare au niveau régional puis suivant la méthode d'Hondt au niveau fédéral.
Bien que les listes soit bloquées, interdisant l'ajout de noms n'y figurant pas, les électeurs ont la possibilité d'exprimer une préférence pour un maximum de trois candidats, permettant à ces derniers d'être placés en tête de liste pour peu qu'ils totalisent un minimum de 14 %, 10 % ou 7 % des voix respectivement au niveau régional, des Länder, et fédéral. Le vote, non obligatoire, est possible à partir de l'âge de 19 ans.

## Résultats

### Fédéral
|                           |                                     |           |       |        |  |  |  |  |  |
| Parti                     | Parti                               | Voix      | %     | Sièges |  |  |  |  |  |
|                           | Parti populaire autrichien (ÖVP)    | 1 602 227 | 49,80 | 85     |  |  |  |  |  |
|                           | Parti socialiste d'Autriche (SPÖ)   | 1 434 898 | 44,60 | 76     |  |  |  |  |  |
|                           | Parti communiste d'Autriche (KPÖ)   | 174 257   | 5,42  | 4      |  |  |  |  |  |
|                           | Parti démocratique d'Autriche (DPÖ) | 5 972     | 0,19  | 0      |  |  |  |  |  |
|                           |                                     |           |       |        |  |  |  |  |  |
| Suffrages exprimés        | Suffrages exprimés                  | 3 217 354 | 98,89 |        |  |  |  |  |  |
| Votes blancs et invalides | Votes blancs et invalides           | 35 975    | 1,11  |        |  |  |  |  |  |
| Total                     | Total                               | 3 253 329 | 100   | 165    |  |  |  |  |  |
| Abstentions               | Abstentions                         | 196 276   | 5,69  |        |  |  |  |  |  |
| Inscrits / participation  | Inscrits / participation            | 3 449 605 | 94,31 |        |  |  |  |  |  |

### Par Land
| Land           | ÖVP            | SPÖ  | KPÖ  | DPÖ |   |
| Land           | %              | %    | %    | %   |   |
| -------------- | -------------- | ---- | ---- | --- | - |
| Land           | Basse-Autriche | 54,5 | 40,3 | 5,2 | - |
| Burgenland     | 51,7           | 45,0 | 3,3  | -   |   |
| Carinthie      | 39,7           | 48,9 | 8,1  | 3,3 |   |
| Haute-Autriche | 59,0           | 38,3 | 2,6  | -   |   |
| Salzbourg      | 56,6           | 39,6 | 3,8  | -   |   |
| Styrie         | 52,9           | 41,7 | 5,4  | -   |   |
| Tyrol          | 71,3           | 26,5 | 2,2  | -   |   |
| Vienne         | 34,6           | 57,4 | 8,0  | -   |   |
| Vorarlberg     | 69,9           | 27,6 | 2,5  | -   |   |

## Analyse et conséquences
La participation a atteint 93,27 %. Le Parti communiste, avec 5,4 % des voix, a réalisé un résultat nettement inférieur à ce qui était attendu. 118 des 165 députés élus sont soit des anciens réfugiés politiques, soit des anciens résistants.
Le président du Parti populaire autrichien, Leopold Figl, devient chancelier tandis que le socialiste Karl Renner est élu président par l'Assemblée fédérale. Leopold Figl forme un gouvernement d'union nationale réunissant les trois partis représentés au parlement.